# Émeutes du riz de 1918

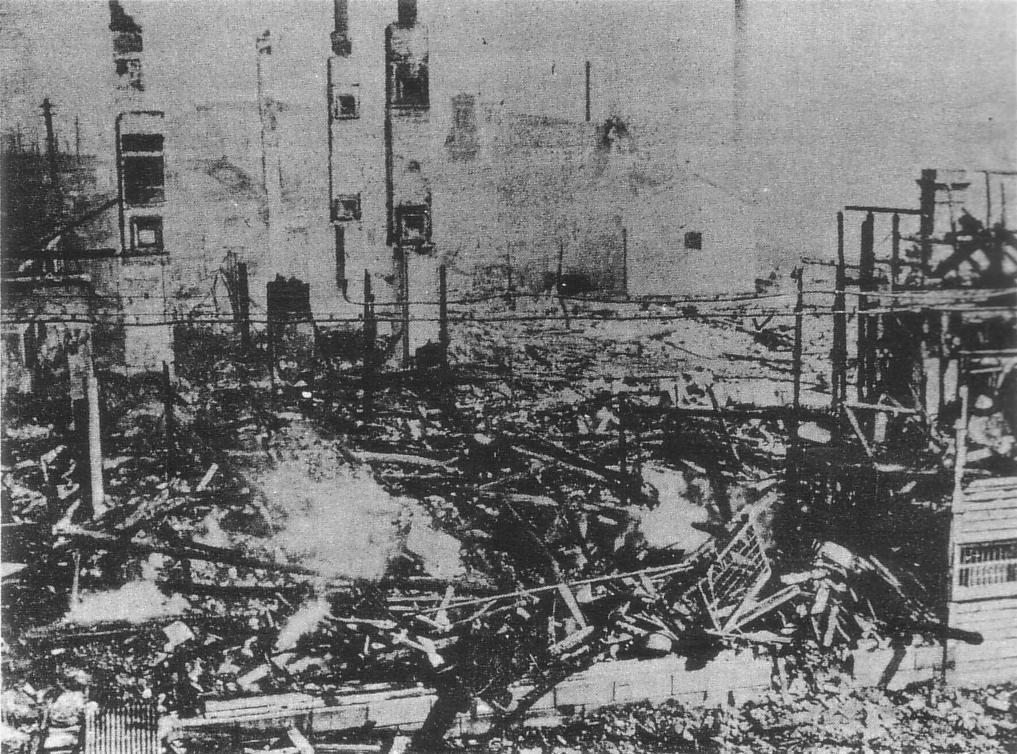
La rue Suzuki Shōten à Kobé, ravagée durant les émeutes du riz le 11 août 1918.

Les émeutes du riz de 1918 (米騒動, kome sōdō) sont une série de troubles qui éclatent un peu partout au Japon de juillet à septembre 1918. Elles provoquent la chute du gouvernement Terauchi Masatake.

## Causes
Une augmentation brutale du prix du riz provoqua des difficultés économiques extrêmes, en particulier dans les zones rurales où le riz était la base de la nourriture. Les paysans comparaient leurs prix de vente ridicules imposés par la réglementation gouvernementale avec les prix fabuleux atteints sur le marché, et leur hostilité se déchaîna contre les commerçants et les fonctionnaires qui avaient permis une augmentation des prix à la consommation en spirale et incontrôlée. L'augmentation du prix du riz survint en plein dans la spirale inflationniste de l'après-guerre (la Première Guerre mondiale) qui touchait également la plupart des biens de consommation et les loyers, si bien que la population urbaine était exaspérée. Dans de telles conditions, l'Intervention en Sibérie ne pouvait qu'exacerber la situation, puisque le gouvernement achetait en grande quantité les stocks de riz disponibles pour nourrir les troupes outre-mer, avec pour conséquence une hausse des prix toujours plus forte. Le gouvernement ne sut pas intervenir dans les affaires économiques et la protestation des ruraux gagna les villes.

## Les émeutes
Les émeutes du riz n'avaient pas eu de précédent dans l'histoire du Japon moderne, que ce fût par leur but, leur importance et leur violence. La première manifestation eut lieu le 23 juillet 1918 à Uozu, une petite ville de pêcheurs de la Préfecture de Toyama. Ayant commencé par une pétition pacifique, les troubles dégénérèrent rapidement en émeutes, en grèves, en pillage, en bombes incendiaires lancées sur des postes de police et des bureaux de l'administration, et enfin en affrontements armés. À la mi-septembre 1918, plus de 623 événements s'étaient produits dans 38 grandes villes, 153 villes et 177 villages, avec plus de 2 millions de participants. Quelque 25 000 personnes furent arrêtées, dont 8 200 furent convaincues de différents crimes, et leur châtiment alla d'amendes mineures à la peine capitale
Se jugeant responsable de l'atteinte portée à l'ordre public, le Premier ministre Terauchi et son cabinet démissionnèrent le 29 septembre 1918.
On discute pour savoir s'il existe un rapport avec l'impérialisme japonais. Les chercheurs estiment que, pour répondre à la demande de riz qui excédait les capacités de production du Japon à cette époque, la production de riz colonial fut intensifiée à Taïwan et en Corée.